# بوساحة مبروكة
مبروكة مسعود بو ساحة شاعرة و إعلامية جزائرية ولدت عام 1943 بتيهرت الجزائر ، وهي أول من أصدرت ديوانا في الجزائر «براعم». في منتصف الستينات، وكرمت في المهرجان الثقافي للشعر النسوي سنة 2009، تعمل مذيعة جزائرية ومقدمة ومنتجة لعدة برامج إذاعية منذ 1963؛ من برنامجها (أهلاً بالأصدقاء) , (لقاء مع مواطن) , (صباح الخير) , (حظك في الأرقام).
سبعة أبيات من قصيدة: أيـقـــظـوا تشرين